# Жак д’Авен (крестоносец)
Жак д’Авен (фр. Jacques d'Avesnes; XII век — 1205 или 1209) — фламандский рыцарь, крестоносец, участник Четвертого крестового похода, сеньор Негропонте в 1205 году.

## Биография
Представитель дома Авен. Вероятно, был сыном участника Третьего крестового похода Жака д’Авена, сеньора д’Авен и де Гиз, одного из самых влиятельных баронов Геннегау, дружившего с английскими королями — Генрихом II и Ричардом Львиное Сердце.
В юности получил от отца сеньорию Ландреси. После гибели отца в Третьем крестовом походе разделил с братьями остальные владения.
В 1200 году присоединился к отрядам графа Балдуина Фландрского, вместе с которым стал участником Четвертого крестового похода. В 1204 году во время общего собрания один из немногих кто выступил против изменения направления похода и нападения на Константинополь, предпочитая атаковать мусульман Палестины.
Участвовал в осаде и взятии Константинополя в 1204 году. Вместе с Генрихом Фландрским занял область на азиатском побережье Босфорского пролива.
Впоследствии присоединился к Бонифацию I Монферратскому в завоевании Фессалии.В 1205 году получил от Бонифация I Монферратского в личный феод остров Эвбея. Фортифицировал Халкиду, заложил замок Негропонте в Халкиде, от которого название получила вся Синьория. Затем, присоединился к войскам Бонифация, боровшихся против Льва Сгура, который расположился в Коринфе.
В августе 1205 года разделил владения на 3 части между Равано далле Карчери, Пеккораро де Пеккорари и Джиберто да Верона, которые получили титулы триархов.
Умер Жан д’Авен между 1205 и 1209 годами. В любом случае в 1210 году он упоминается уже как умерший. Поскольку Жан д’Авен не оставил наследников, то власть в Синьории Негропонте разделили триархи.